# コチャン郡
座標: 北緯13度25分3秒 東経101度20分4秒 / 北緯13.41750度 東経101.33444度
コチャン郡（コチャンぐん）はタイ中部・チャンタブリー県の郡（アムプー）である。

## 名称
コチャンとはそのまま訳すと「月の島」と言う意味であるが、月に当たる「チャン」の言葉はここではセンダン科 (Meliaceae) の木のことであり、従ってコチャンは「センダンの島」と言う意味になる。かつて、この付近に多くのセンダンの木が生えていたためこう呼ばれるようになった。

## 歴史
1997年7月1日パナットニコム郡から東部が分離してコチャン分郡（キンアムプー）として成立した。2007年5月15日の政府の決定により81の分郡が郡に昇格することとなった。このためコチャン分郡は郡に昇格し、同年8月24日の官報の発行により公的に昇格が確認された。

## 地理
コチャン郡はバーンパコン川の支流の形成した平地にある。主な河川はルワン川、カボ川である。
交通は国道3245号線が南北に通っており北にサナームチャイケート方面、南にプルワックデーン方面と通じる。国道3421号線が西に延びており、パナットニコム方面と通じる。

## 経済
郡内の主な産業は農業、牧畜、工場労働などである。主な農業生産品に、コメ、ジャックフルーツ、マンゴーがある。

## 行政区分
郡は2のタムボンにわかれ、さらにその下位に27の村（ムーバーン）がある。自治体（テーサバーン）があり以下のようになっている。
- テーサバーンタムボン・コチャン・・・タムボン・コチャンの一部
- テーサバーンタムボン・ターブンミー・・・タムボン・ターブンミーの一部

また、郡内には2のタムボン行政体（オンカーンボーリハーンスワンタムボン）がある。
1. タムボン・コチャン・・・ตำบลเกาะจันทร์
2. タムボン・ターブンミー・・・ตำบลท่าบุญมี